# Tạ Thị Yên
Tạ Thị Yên (sinh ngày 18 tháng 11 năm 1972) là nữ chính trị gia nước Cộng hòa xã hội chủ nghĩa Việt Nam. Bà hiện là Phó Trưởng Ban Công tác đại biểu thuộc Ủy ban Thường vụ Quốc hội, Ủy viên Ủy ban Pháp luật của Quốc hội, Phó Chủ tịch Nhóm nghị sĩ hữu nghị Việt Nam – Thụy Sĩ, Đại biểu Quốc hội khóa XV từ Điện Biên. Bà từng là Vụ trưởng Vụ Công tác đại biểu, Văn phòng Quốc hội, Thường trực Văn phòng Hội đồng Bầu cử quốc gia.
Tạ Thị Yên là đảng viên Đảng Cộng sản Việt Nam, học vị Thạc sĩ Luật, Cao cấp lý luận chính trị. Bà có sự nghiệp đều công tác ở các cơ quan, đơn vị của Quốc hội.

## Xuất thân và giáo dục
Tạ Thị Yên sinh ngày 18 tháng 11 năm 1972 tại xã Nguyệt Đức, huyện Thuận Thành, nay là thị xã của tỉnh Bắc Ninh. Bà lớn lên và tốt nghiệp phổ thông ở Bắc Ninh, tới thủ đô Hà Nội để học đại học và tốt nghiệp Cử nhân chuyên ngành Luật, sau đó học cao học và nhận bằng Thạc sĩ Luật. Bà được kết nạp Đảng Cộng sản Việt Nam vào ngày 8 tháng 12 năm 2004, trở thành đảng viên chính thức sau đó 1 năm, từng theo học các khóa chính trị ở Học viện Chính trị Quốc gia Hồ Chí Minh và tốt nghiệp Cao cấp lý luận chính trị. Hiện bà thường trú ở Đội Cấn, quận Ba Đình, thành phố Hà Nội.

## Sự nghiệp
Tháng 9 năm 1995, sau khi tốt nghiệp đại học, Tạ Thị Yên ký kết hợp đồng lao động với Văn phòng Quốc hội, được phân công là nhân viên công tác ở Vụ Công tác đại biểu, Văn phòng Quốc hội. Đến tháng 4 năm 1998, bà được tuyển dụng công chức, bổ nhiệm làm Chuyên viên Vụ Công tác đại biểu và công tác liên tục ở đây. Vào tháng 12 năm 2008, bà được bổ nhiệm làm Phó Vụ trưởng Vụ Công tác đại biểu, kiêm Chi ủy viên, Phó Chủ tịch công đoàn Vụ Công tác đại biểu giai đoạn 2008–10, rồi được giao làm Quyền Vụ trưởng Vụ Công tác đại biểu từ ngày 4 tháng 11 năm 2013 đến ngày 4 tháng 6 năm 2015 do Vụ chưa bổ nhiệm Vụ trưởng. Ngày 5 tháng 6 năm 2015, bà được điều sang Đảng đoàn Quốc hội, nhậm chức Phó Vụ trưởng Văn phòng Đảng đoàn Quốc hội, kiêm Thường trực Văn phòng Hội đồng bầu cử quốc gia từ ngày 6 tháng 1 năm 2016 đến ngày 20 tháng 7 năm 2016, phục vụ cho quá trình bầu cử Quốc hội khóa XIV. Ngày 10 tháng 10 năm 2016, Tạ Thị Yên được bầu làm Bí thư Chi bộ, nhậm chức Vụ trưởng Vụ Công tác đại biểu của Văn phòng Quốc hội, đơn vị mà bắt bắt đầu công tác từ 20 năm trước. Vào ngày 27 tháng 10 năm 2020, bà được nâng ngạch công chức lên Chuyên viên cao cấp, tiếp tục là Vụ trưởng, kiêm Thường trực Văn phòng Hội đồng bầu cử quốc gia; Tổ trưởng Tổ giúp việc về tổng hợp và Nhân sự Tiểu ban Nhân sự của Hội đồng bầu cử quốc gia, phục vụ cho quá trình bầu cử Quốc hội khóa XV.
Năm 2021, Tạ Thị Yên tham gia ứng cử đại biểu Quốc hội từ Điện Biên, tại đơn vị bầu cử số 2 gồm các huyện Mường Lay, Mường Chà, Nậm Pồ, Mường Nhé, Tuần Giáo, Tủa Chùa, rồi trúng cử Đại biểu Quốc hội khóa XV với tỷ lệ 83,54%. Vào ngày 23 tháng 7 năm này, bà được phân công làm Bí thư chi bộ, được bổ nhiệm làm Phó Trưởng Ban Công tác đại biểu thuộc Ủy ban Thường vụ Quốc hội, bên cạnh đó là Ủy viên Ủy ban Pháp luật của Quốc hội, Phó Chủ tịch Nhóm nghị sĩ hữu nghị Việt Nam – Thụy Sĩ từ tháng 11 cùng năm.